# Changqiao, Pingnan
Changqiao är en köping i sydöstra Kina. Den ligger i Pingnan härad i staden Ningde i provinsen Fujian, omkring 95 kilometer nordväst om provinshuvudstaden Fuzhou. 